# ソード (企業)
株式会社ソード（英: SORD CORPORATION）は、コンピュータ関連の開発・製造・販売を手掛ける日本の企業。
1970年、株式会社ソード（SORD）として創業した。旧社名は、東芝プラットフォームソリューション株式会社。

## 概要
創業者は椎名堯慶。「ソード（SORD）」の社名は、SOFT（ソフトウェア）とHARD（ハードウェア）の合成語であり、ソフトおよびハードを一体化させた、（技術者やマニアではない）一般ユーザーにも使えるコンピュータの開発、製造、販売を目指していたことから名づけられた。
1974年にi8080採用のマイクロコンピュータ・SMP-80シリーズを発表。1977年にパーソナルコンピュータ・M200を発売してパソコンベンチャーとして注目され、続いて、ホームコンピュータ・M100や M5、68000とZ80のふたつのCPUを搭載したM68などを発売した。
ソードのマシンの特筆すべき事項として、当時OSの概念すらなかった8ビットパソコンにおいて、任意のコマンドの組み合わせにより、独自のOSを構築する機能を有していた事があげられる。これは、動作環境が一般にフロッピーディスクベースだったため、極めて少ないメモリ空間で目的に合致したシステムを構築するための策として画期的だった。また、一般にはプログラミング言語としてBASICが採用されていたが、その機能として、入力時の構文解析、リストの自動インデント表示、多世代ソース管理など、現在のプログラミング環境と比べても遜色のない極めて高いものを有しており、一部の熱狂的な支持を得ていた。
1980年に事務処理用簡易言語「PIPS」を発表。PIPSはソード製パソコンでのみ動作したため、ソードのハードウェアの売り上げも倍増し、最盛期は年商200億円以上を記録した。全国主要都市にPIPS INN（ピップスイン）という、ショールームとトレーニングルームを備えた、オレンジとホワイトを基調色としたモダンなショップも展開され、パソコン普及の役割を果たした。PIPSはIBMなど他のハードウエアメーカーからもオファーがあったが、ソードは自社ハードのみの販売に固執。その結果、1984年にOAブームによる深刻な半導体不足が発生すると、自社で部品調達ができなかったソードはパソコンを生産できず、1984年上半期にはパソコンの受注残高が20億円に上った。また、この直前に社員を大幅に増やし、工場を増設していたことが仇となり、PIPSの足を引っ張って業績は悪化した。1985年、業務提携の形で実質東芝に売却された。その後、時代は8ビットパソコンから16ビットパソコンへ、各社独自OSから汎用OS（MS-DOS）へと大きく旋回し、ソードの名も衰退していった。
1999年、東芝の完全子会社となり、東芝パソコンシステムに社名変更。PIPSをフリーソフトに移行した。のち2016年には社名を東芝プラットフォームソリューションに再度変更した。
2018年、東芝は全株式を、アスパラントグループが運営するファンドが設立したTOPSホールディングスに売却。これにともない社名を7月に株式会社ソードに再び戻し往年の名称が復活したと同時に、TOPSホールディングスを逆さ合併の形で吸収合併した。

## PIPS
PIPS（ピップス）は、“PAN-INFORMATION PROCESSING SYSTEM”（パン・インフォメーション・プロセシング・システム）のアクロニムであり、事務処理用アプリケーションソフトウェアの名称である。
考案者は望月宏。長谷川郁祐の協力を得て1978年5月頃より開発が始まり、同年12月ソードのユーザー会で頒布され、1980年2月に市販が開始された。1979年10月にはアメリカ合衆国にてApple II用 VisiCalc が発売されており、ほぼ同時期に開発が行われていた。
パソコンの利用にはBASICプログラムが必須だった当時、表形式のデータに対して100個あまりのコマンドにより誰でも簡単に関数計算やグラフ作成、データ検索を行うことが出来る画期的なソフトウェアだった。プログラミング言語の知識を必要としないことから、リリース当時は簡易言語と呼ばれることが多かった。
主に各データを表形式、ページ単位で管理し、保存や出力を行う。現在におけるデータベースや表計算ソフトに準えられる。また表の形を取らない簡易なワードプロセッサとしての利用も可能であった。

## 沿革
- 1970年（昭和45年）4月 - 株式会社ソードを設立。ソードは俗に「侍の集まり」とも言われ、当時の社員は、一癖あるが個性的な面々が集まっていたと語られている。
- 1971年（昭和46年）5月 - ソード電算機システムに社名変更。
- 1973年（昭和48年）- Intel 8008を使用したマイクロ・コンピュータSMP-80/08を開発。しかし処理速度が遅かったため、販売を断念。
- 1974年（昭和49年）
  - 3月 - インテルの世界初の汎用MPU「8080」を発表前に入手。
  - 4月 - インテルが8080を正式発表。
  - 5月 - 東京国際見本市会場で行われた第48回ビジネスシヨウで8080を使用したマイクロ・コンピュータSMP80/20を発表。
  - 10月 - SMP80/Xシリーズを発売。
- 1977年（昭和52年）9月 - オールインワン・コンピュータ「M200シリーズ」を発売。
- 1978年（昭和53年）- アメリカに現地法人を設立。その後一旦撤退。
- 1980年（昭和55年）
  - 2月 - SORD-PIPS（Pan Information Processing System：汎用情報処理システム）を発表。
  - 12月 - アイルランドに生産子会社「ソード・コンピューター・システムズ」を設立。
- 1981年（昭和56年）
  - 4月 - 16ビットパソコン「M416シリーズ」を発表。OSはリアルタイム処理を主眼とした独自のRMOS（Real time Multi-task OS）を採用[3]。
  - 5月 - PIPS-Ⅱ発表。
  - 11月 - アイルランドに販売子会社「ソード・コンピューター・セールス・アイルランド」を設立。
- 1982年（昭和57年）
  - ホビー用パーソナルコンピュータM5を発売。
  - 5月 - PIPS-Ⅲ発表。
  - 9月 - 16ビットパソコン「M343シリーズ」を発表。CPUi8086（5MHz）、演算プロセッサi8087を搭載。標準OSとしてはRDOS（Realtime Disk Operating System）などを装備、メインメモリを768KBまで拡張可能[4]。CP/M-86, MS-DOS, M-BASIC, UCSD P-system 等をサポート[4][5]。イギリスに「ソード・コンピューター・システム」を設立。
  - 10月 - 漢字PIPS発表。アメリカに「ソード・コンピュータ・オブ・アメリカ」を設立し、再参入。
- 1983年（昭和58年）- このころ40か国に営業拠点をもつ。
  - 4月 - ソード株式会社に社名を変更。
  - 5月 - 16ビットパソコン「M68シリーズ」を発表。
- 1984年（昭和59年）4月 - 16ビット対応の「日本語PIPS」を発表。
- 1985年（昭和60年）3月 - 東芝と資本提携を結び、東芝の子会社となる。
- 1987年（昭和62年）- 創業者の椎名堯慶が退社。
- 1999年（平成11年）
  - 1月 - 東芝パソコンシステム株式会社に社名変更。
  - 10月 - PIPSをフリーソフト化。
- 2016年（平成28年）4月 - 東芝プラットフォームソリューション株式会社に社名変更。
- 2018年（平成30年）
  - 2月 - 東芝が、アスパラントグループが運営するファンドが設立したTOPSホールディングスに全株式を売却。
  - 7月2日 - 株式会社ソードに社名変更。

## 主な出身者
- 椎名堯慶：株式会社ソード創業者、プロサイド創業者
- 井上雅博：ヤフー株式会社元社長
- 西久保愼一：スカイマーク元社長